# Magyar jakobinus mozgalom

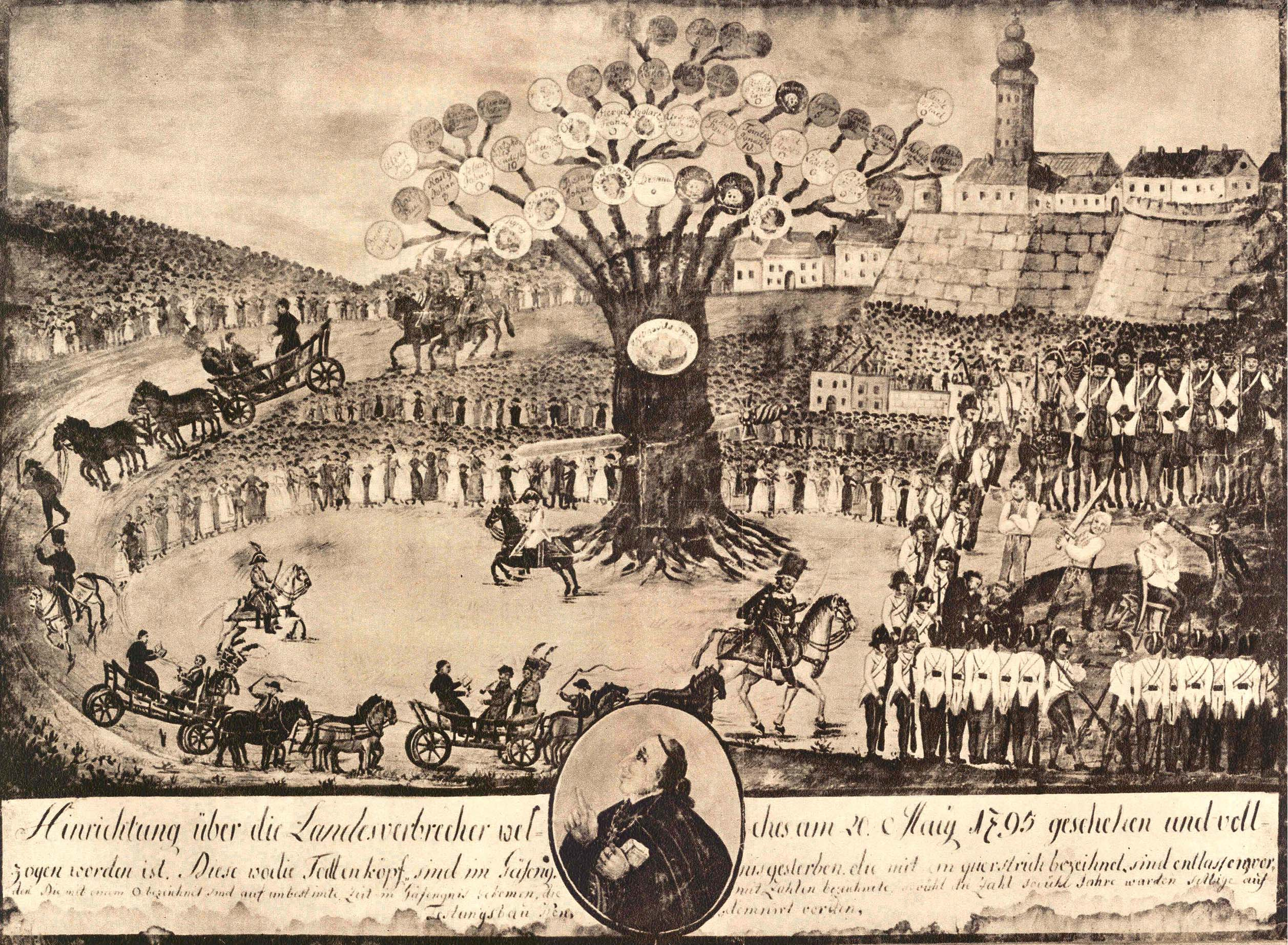
Martinovics és társai kivégzése a Vérmezőn. Egykori szemtanú vízfestménye, 1795. május 20., Buda

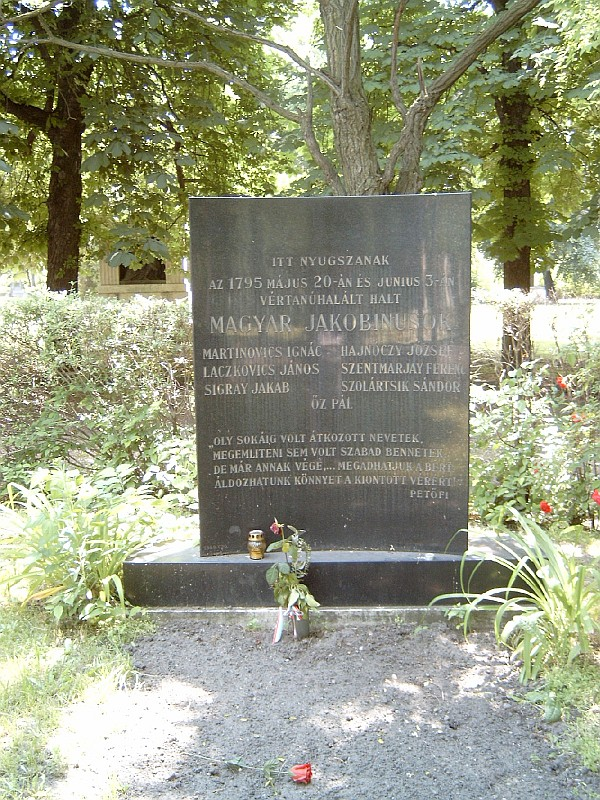
A magyar jakobinusok sírja a budapesti Kerepesi temetőben (11/1-sziget)

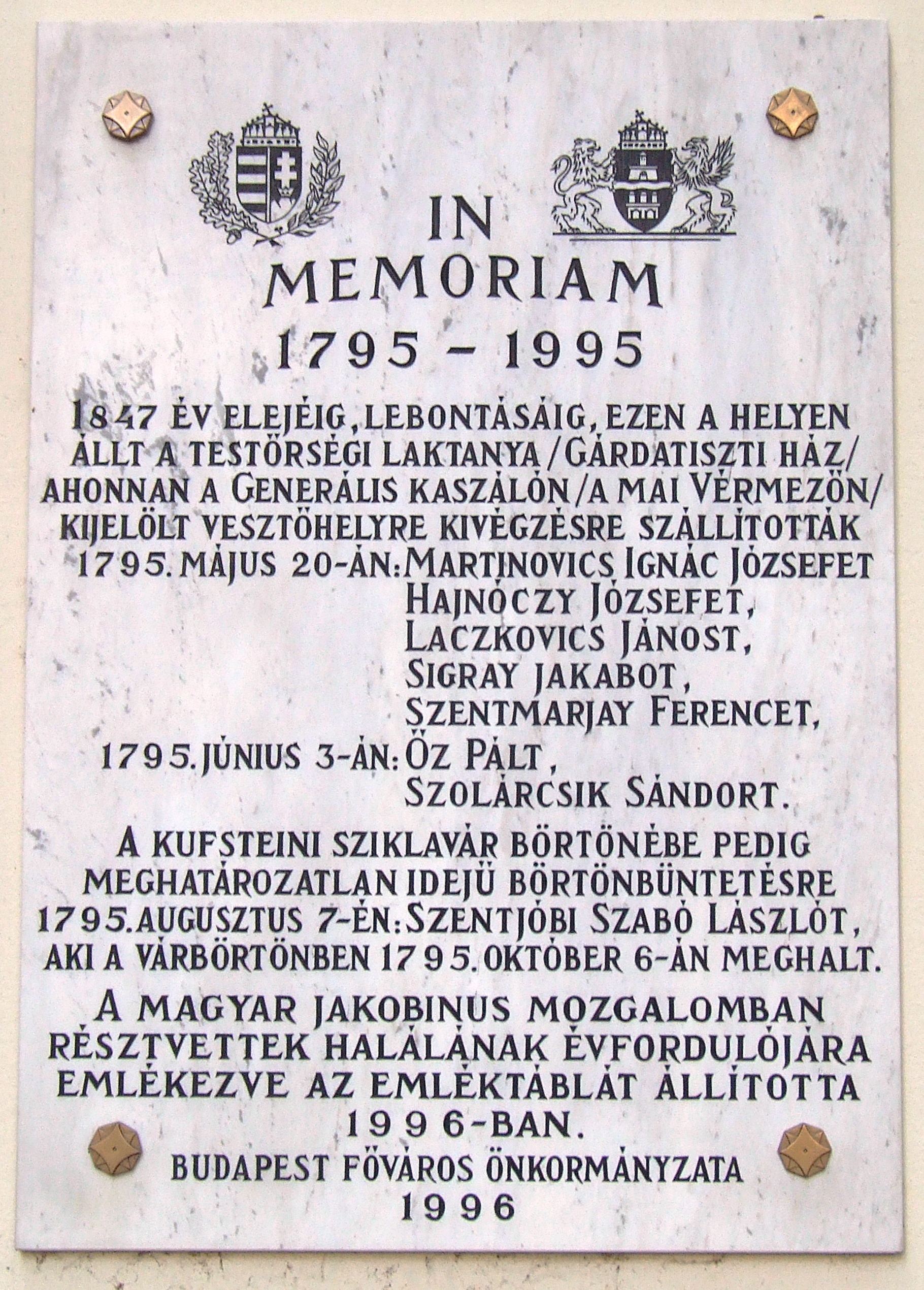
Emléktábla:
a Hadtörténeti Múzeumban

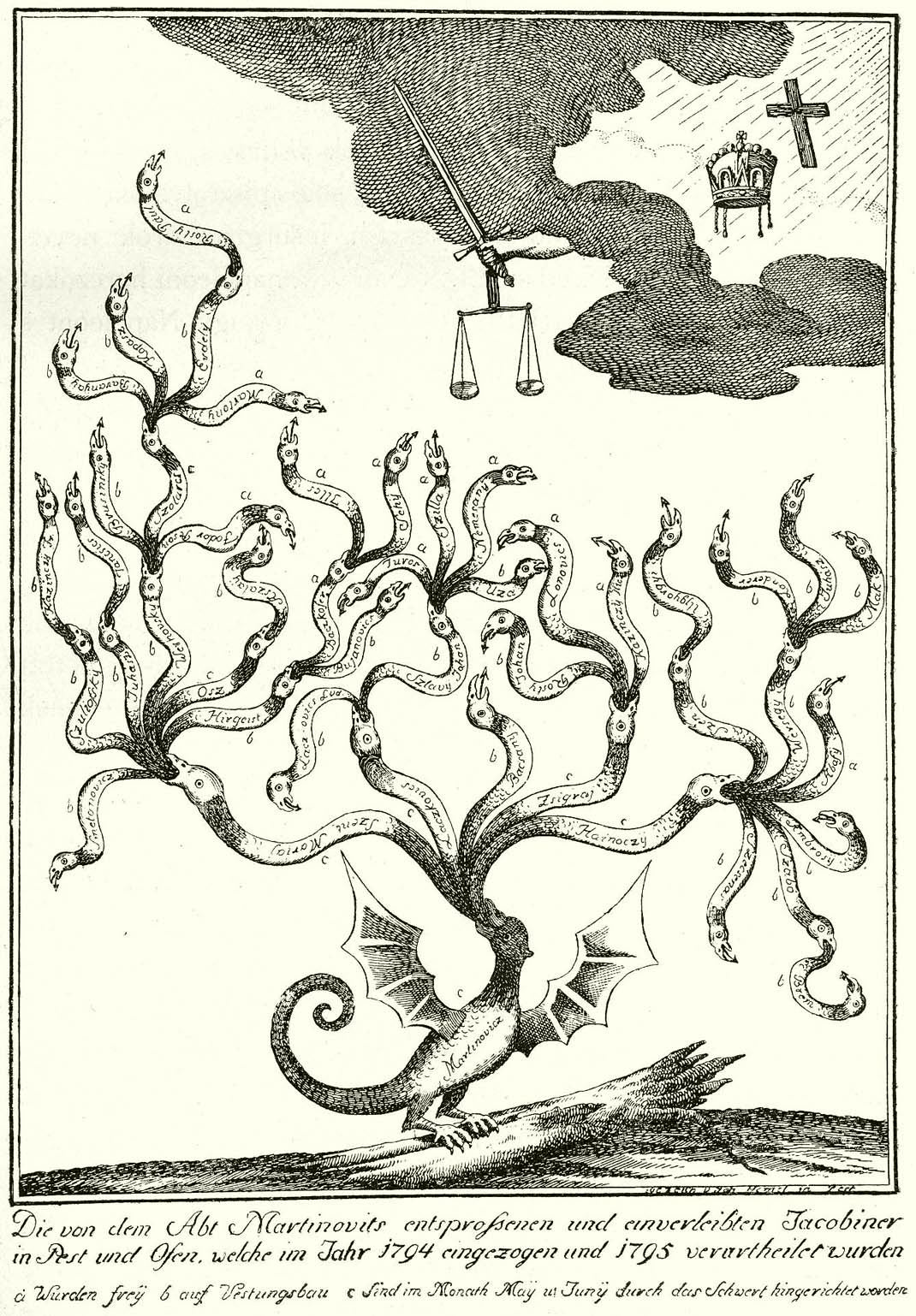
Korabeli osztrák gúnyrajz a magyar jakobinus összeesküvőkről

A magyar jakobinus mozgalom vagy Martinovics-mozgalom a francia forradalom politikai eszméinek, a nagy szejm működésével csúcsra jutott lengyelországi reform- és függetlenségi mozgalomnak, illetve I. Ferenc abszolutista törekvéseinek hatására 1794-ben a Magyar Királyságban szerveződött titkos mozgalom volt. A tényleges társadalmi támogatottsággal nem rendelkező, Martinovics Ignác vezetése alatt zajló szervezkedés rövid életűnek bizonyult, pár hónapos fennállását követően közel félszáz tagját letartóztatták, s hét vezetőjüket 1795. május 20-án és június 2-án Budán, a Generális-kaszálón kivégezték, amelyet erről később Vérmezőnek neveztek.
A jakobinusok elnevezést nem maguk választották, kortársaik használták a mozgalom tagjainak gúnyos megjelölésére.

## A mozgalom története
I. Ferenc 1792-es trónra lépésével szakított elődei – II. József és II. Lipót – felvilágosult abszolutista törekvéseivel, s híveiket eltávolította az államigazgatásból. Ez a lépés a reformer érzelműeket szembefordította az új rezsimmel, s élesen szembehelyezkedtek a konzervatív abszolutista rendszer restaurálásával.
Közéjük tartozott a korábban szintén az államigazgatásban is tevékenykedő, fordulatos sorsú Martinovics Ignác, akinek irányításával 1794 tavaszán a reformerek két titkos társaságba tömörültek, s céljaikat Martinovics – a mozgalom „főigazgatója” – forradalmi kátékban foglalta össze.
A mérsékeltebb Reformátorok Társasága csak a legégetőbb társadalmi-politikai gondok orvoslását tűzte ki célul. A gróf Sigray Jakab irányítása alatt álló kör eszméi között szerepelt, hogy biztosítják az országgyűlési képviseletet a nem nemesi rétegeknek (de a tulajdonjogot nem), valamint az egyházi és királyi birtokok államosításával párhuzamosan megszüntetnek egyes adónemeket. Ezzel az óvatos, de nagyobb tömegek demokratizmusára ható programmal Martinovicsék azt kívánták elérni, hogy az ingadozókat is maguk mellé állítsák a nemesi köztársasággá való átalakulás társadalmi-politikai küzdelmeiben.
A tervek szerint az áhított cél elérését, a nemesi köztársaság kikiáltását követően töltötte volna be történelmi szerepét a másik titkos társaság, a Hajnóczy József, Szentmarjay Ferenc és Laczkovics János igazgatása alatt álló Szabadság és Egyenlőség Társasága. A nemesi köztársaság élére álló kör feladata – a francia jakobinus eszméknek megfelelően – a népfelség elvének maradéktalan érvényesítése, az uralkodó, a nemesség és a klérus hatalmának fegyveres megdöntése, és mindennemű kiváltság megszüntetése lett volna. Zala vármegyében számos támogatottra lelt a mozgalom az 1790-es években, köztük gróf Althan Mihály János főispán, jáprai Spissich János alispán, nemes Mlinarics Lajos (1743–1802) másodalispán, pallini Inkey Imre táblabíró és tubolyszeghi Tuboly László (1756–1828) főszolgabíró.
A mozgalom néhány hónap leforgása után híveket szerzett Erdélyben és Horvátországban is, valódi ütőképessége és társadalmi háttere azonban nem volt. A két titkos társaság a mozgalom történetének csúcspontján sem számlált együttvéve háromszáznál több tagot, emellett Martinovics – minden alap nélkül – Franciaország anyagi és fegyveres segítségével hitegette embereit, így tartva ébren a forradalmi szellemet.
A szervezkedés, dacára titkos voltának és mérsékelt hatásának, hamarosan a császári titkosrendőrség látókörébe került. 1794. július 23–24-én Bécsben – több ausztriai jakobinussal együtt – letartóztatták Martinovicsot, aki részletes vallomást tett az előző hónapok történéseiről. Az általa elmondottak alapján tartóztatták le augusztus 16. és december 15. között mozgalma számos további tagját Magyarországon.

## A per
A per az Ürményi József személynök által vezetett Királyi Táblán folyt. A vádat Németh János királyi jogügyigazgató képviselte. A vád felségsértés és hazaárulás volt. A védelmet Madách Sándor, Szabó-Sáry Sámuel, Horváth Jakab, Tóthpápay Sámuel és Nagy Sándor látták el. A magyar törvények szerint a felségsértésnek csak az uralkodó elleni tényleges támadás számított, az is csak beismerés vagy legalább két tanú vallomása esetén. A vád helyzetét nehezítette, hogy a káték lemásolását nem lehetett egykönnyen felségsértésnek minősíteni. Németh János jogügyigazgató Kazinczy szerint meg is fenyegette Szabó-Sári Sámuel ügyvédet, aki megkérdőjelezte a felségsértés tényét: „Fejével játszik, ha továbbra is ilyen módon védelmezi a vádlottakat.” Bár a fogva tartás körülményei rosszak voltak, a vádlottakat fizikai kényszernek nem tették ki. Inkább ígérgetésekkel vették rá őket, hogy beismerő vallomást tegyenek, és nevezzék meg a mozgalom többi tagját, vagy elhitették velük, hogy a többiek ellenük vallottak. Ez a módszer több esetben is meglepően hatékonynak bizonyult. A bűntelenség ígéretét a jogügyigazgató nem tartotta be. A Királyi Tábla felett álló felsőfokú joghatóság a Hétszemélyes Tábla volt melynek elnöki tisztét a nádor; Sándor Lipót főherceg töltötte be. Sándor Lipót az ügyet a letartóztatások megszervezésétől kezdve a legapróbb részletekig felügyelte. A Hétszemélyes Tábla több esetben súlyosbította az elsőfokú ítéletet. Végül a király bizonyos esetekben kegyelmet gyakorolt.
| Név                    | Foglalkozás               | Ítélet                | Ítélet                | Megjegyzés                                                           |
| Név                    | Foglalkozás               | Királyi Tábla         | Hétszemélyes Tábla    | Megjegyzés                                                           |
| Martinovics Ignác      | szászvári apát            | fej- és jószágvesztés | fej- és jószágvesztés | Kivégezték 1795. május 20-án.                                        |
| Hajnóczy József        | kamarai titkár            | fej- és jószágvesztés | fej- és jószágvesztés | Kivégezték 1795. május 20-án.                                        |
| Laczkovics János       | nyugalmazott kapitány     | fej- és jószágvesztés | fej- és jószágvesztés | Kivégezték 1795. május 20-án.                                        |
| Szentmarjay Ferenc     | magántitkár               | fej- és jószágvesztés | fej- és jószágvesztés | Kivégezték 1795. május 20-án                                         |
| Sigray Jakab gróf      | a kőszegi tábla ülnöke    | fej- és jószágvesztés | fej- és jószágvesztés | Kivégezték 1795. május 20-án                                         |
| Őz Pál                 | ügyvéd                    | fej- és jószágvesztés | fej- és jószágvesztés | Kivégezték 1795. június 2-án                                         |
| Szolártsik Sándor      | jurátus                   | fej- és jószágvesztés | fej- és jószágvesztés | Kivégezték 1795. június 2-án                                         |
| Verhovszky Sámuel      | ügyvéd                    | fej- és jószágvesztés | fej- és jószágvesztés | Királyi kegyelem. A börtönben meghalt 1797. augusztus 3-án           |
| Aszalai János          | író, nevelő               | 5 év börtön           | 3 év börtön           | Meghalt a börtönben 1796. október 12-én                              |
| Szentjóbi Szabó László | magántitkár               | fej- és jószágvesztés | fej- és jószágvesztés | Királyi kegyelem. A börtönben meghalt 1795. október 6-án             |
| Ambrózy Gábor          | királyi ügyész            | -                     | -                     | Meghalt a per közben 1795. március 27-én                             |
| Fodor József           | helytartótanácsi titkár   | -                     | -                     | Elfogatásakor öngyilkos lett 1794. december 16-án                    |
| Király József          | uradalmi főfelügyelő      | -                     | -                     | Elfogatásakor öngyilkos lett 1795. február 4-én                      |
| Landerer Mihály        | nyomdász                  | 10 év börtön          | fej- és jószágvesztés | Királyi kegyelem. A börtönben megőrült 1801-ben. 1805-ben szabadult. |
| Verseghy Ferenc        | író, volt pálos szerzetes | fej- és jószágvesztés | fej- és jószágvesztés | Királyi kegyelemmel szabadult 1803. augusztus 28-án                  |
| Uza Pál                | ügyvéd                    | 10 év börtön          | fej- és jószágvesztés | Királyi kegyelemmel szabadult 1803. február 27-én                    |
| Szlávy János           | jurátus                   | fej- és jószágvesztés | fej- és jószágvesztés | Királyi kegyelemmel szabadult 1803. január 15-én                     |
| Hirgeist Ferenc        | egyetemi hallgató         | 5 év börtön           | fej- és jószágvesztés | Királyi kegyelemmel szabadult 1802. szeptember 19-én                 |
| Szén Antal             | kamarai számvevő          | fej- és jószágvesztés | fej- és jószágvesztés | Királyi kegyelemmel szabadult 1802-ben                               |
| Kazinczy Ferenc        | író, költő és táblabíró   | fej- és jószágvesztés | fej- és jószágvesztés | Királyi kegyelemmel szabadult 1801. június 28-án                     |
| Laczkovics László      | birtokos nemes            | 10 év börtön          | 10 év börtön          | Szabadult 1801. június 28-án                                         |
| Szmethanovics Károly   | egyetemi hallgató         | 3 év börtön           | fej- és jószágvesztés | Királyi kegyelemmel szabadult 1801. június 28-án                     |
| Szulyovszky Menyhért   | táblabíró                 | fej- és jószágvesztés | fej- és jószágvesztés | Királyi kegyelemmel szabadult 1801. június 4-én                      |
| Baranyai Mihály        | jurátus                   | felmentve             | 5 év börtön           | Szabadult 1800. május 2-án                                           |
| Erdélyi László         | jurátus                   | 5 év börtön           | 5 év börtön           | Szabadult 1800. május 2-án                                           |
| Pruzsinszky József     | egyetemi hallgató         | 3 év börtön           | 3 év börtön           | Szabadult 1798. májusában                                            |
| Juhász János           | volt premontrei szerzetes | 3 év börtön           | 3 év börtön           | Szabadult 1798. május 4-én                                           |
| Kopasz János           | ügyvéd                    | felmentve             | 2 év börtön           | Szabadult 1797. májusában                                            |
| Bujanovics Kornél      | jurátus                   | 3 év börtön           | 2 év börtön           | Szabadult 1797. április 4-én                                         |
| Makk Domokos           | volt pálos szerzetes      | 3 év börtön           | 2 év börtön           | Szabadult 1796. május végén                                          |
| Batsányi János         | költő                     | felmentve             | 1 év börtön           | Szabadult 1796. május 26-án                                          |
| Lukács Pál             | ügyvéd                    | 3 év börtön           | 1 év börtön           | Szabadult 1796. május 14-én                                          |
| Rosty János            | kerületi táblai jegyző    | felmentve             | 3 év börtön           | A börtönben öngyilkosságot kísérelt meg. Szabadult 1798. májusában   |
| Szlávy György          | főszolgabíró              | 3 év börtön           | 3 év börtön           | Szabadult 1798. júniusában                                           |
| Tántsits Ignác         | nevelő                    | 3 év börtön           | 10 év börtön          | Szabadult 1803. május 16-án                                          |
| Ujgyörgyi József       | kamarai tisztviselő       | 3 év börtön           | 5 év börtön           | Szabadult 1800. május 4-én                                           |
| Abaffy Ferenc          | táblabíró                 | felmentve             | felmentve             | Szabadon bocsátották 1795. május 20-án                               |
| Brehm József           | körorvos                  | felmentve             | felmentve             | Szabadon bocsátották 1795. május 20-án                               |
| Illyés Ferenc          | ügyvéd                    | felmentve             | felmentve             | Szabadon bocsátották 1795. május 20-án                               |
| Kazinczy Miklós        | Bihar megyei esküdt       | felmentve             | felmentve             | Szabadon bocsátották 1795. május 20-án                               |
| Lonovics Imre          | egyetemi hallgató         | felmentve             | felmentve             | Szabadon bocsátották 1795. május 20-án                               |
| Márton István          | orvos                     | felmentve             | felmentve             | Szabadon bocsátották 1795. május 20-án                               |
| Nemessányi András      | egyetemi hallgató         | felmentve             | felmentve             | Szabadon bocsátották 1795. május 20-án                               |
| Paitzkoffer Antal      | lakatos                   | felmentve             | felmentve             | Szabadon bocsátották 1795. május 20-án                               |
| Rosty Pál              | táblabíró                 | felmentve             | felmentve             | Szabadon bocsátották 1795. május 20-án                               |
| Sehy Ferenc            | színész                   | felmentve             | felmentve             | Szabadon bocsátották 1795. május 20-án                               |
| Szilla Miklós          | egyetemi hallgató         | felmentve             | felmentve             | Szabadon bocsátották 1795. május 20-án                               |
| Túrós Péter            | református prédikátor     | felmentve             | felmentve             | Szabadon bocsátották 1795. május 20-án                               |
| Szabó Imre             | plébános                  | -                     | -                     | Szabadon bocsátották 1794. december 30-án                            |

## A kivégzések
1795. május 20-án a Buda melletti Generális-kaszálón (a mai Vérmezőn) került sor a mozgalom vezetői, Martinovics, Sigray, Hajnóczy, Szentmarjay és Laczkovics kivégzésére. Két társukon, Őz Pálon és Szolártsik Sándoron ugyanott, de pár nappal később, június 3-án hajtották végre a halálos ítéletet. A várfogságot elszenvedő bebörtönzött jakobinusok között volt Batsányi János, Kazinczy Ferenc, Szentjóbi Szabó László és Verseghy Ferenc is.

## Emlékezete

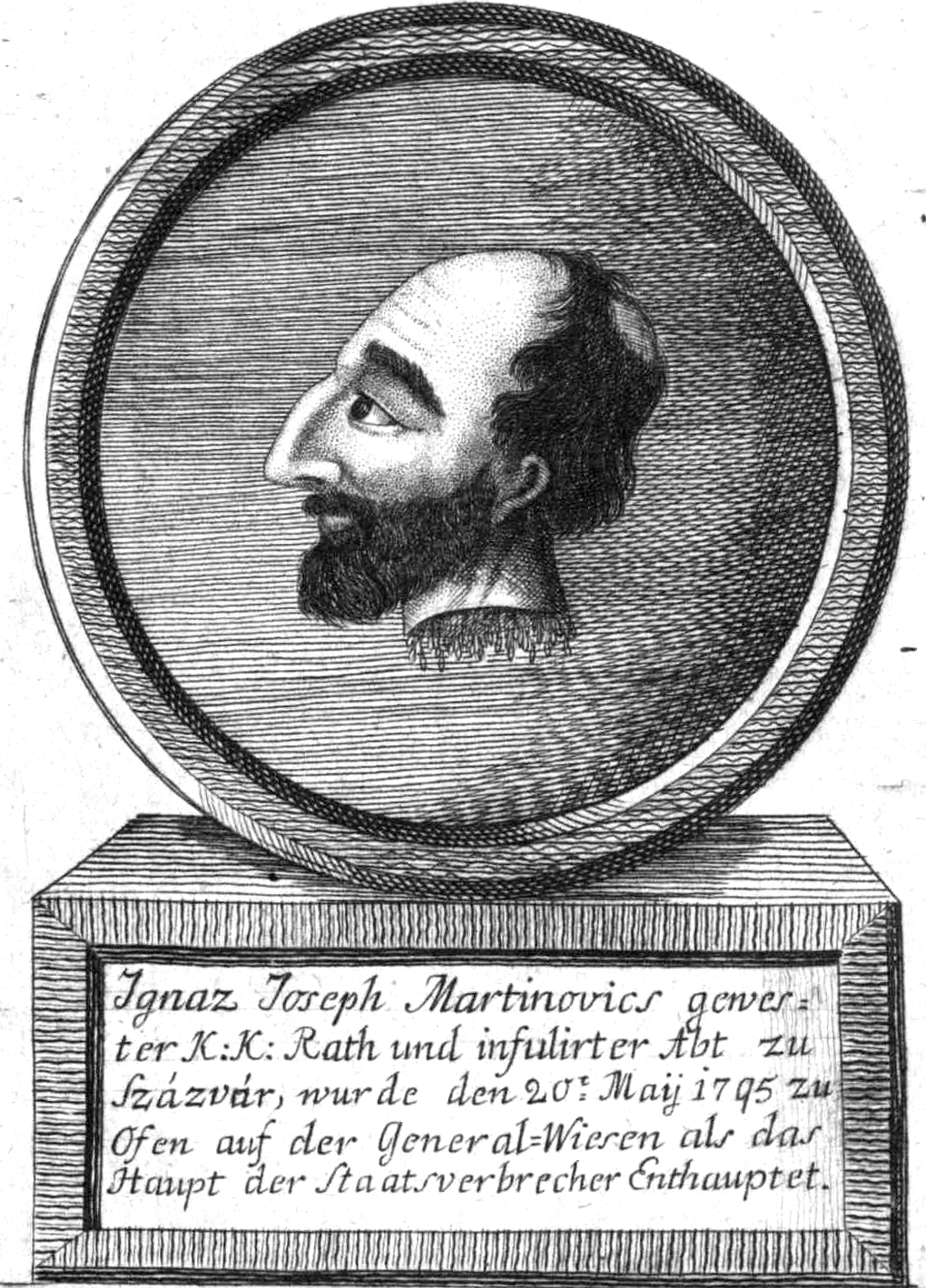
Martinovics Ignác

Csak az a tan fogja megalapítani a jakobinusok óhajtotta boldogságot, amely mellőzi a magántulajdont. Ez a tan pedig a szoczializmus! És mi hisszük, hogy Laczkovics utolsó szava teljesedésbe megy, hogy: „amit vetettem, az ki fog kelni, elvesznek a kopók, de megmaradnak a vadászok.” Megmaradnak a vadászok! De ezek nem a magyar jakobinusok, hanem mi vagyunk: a nemzetközi, a forradalmi,a vörös jakobinusok!

## További irodalom
- Benda Kálmán: A magyar jakobinus mozgalom története. Budapest, (1957)
- Benda Kálmán: A magyar jakobinusok iratai I-III, Akadémiai, Budapest (1957)
- Benda Kálmán – Elek Judit: Vizsgálat Martinovics Ignác szászvári apát és társai ügyében, Magvető, Budapest (1983)
- Boreczky Beatrix: A magyar jakobinusok, Gondolat, Budapest (1977)
- Fraknói Vilmos: Martinovics és társainak összeesküvése, Budapest (1880)
- Fraknói Vilmos: Martinovics élete, Athenaeum, Budapest (1921)
- Jancsó Elemér: A jakobinus mozgalom hazai hagyományai (Adalékok a jakobinus mozgalom erdélyi és partiumi történetéhez), Tudományos Kiadó, Kolozsvár (1957) 394-415.
- Jancsó Elemér: A magyar szabadkőművesség irodalmi és művelődéstörténeti szerepe a XVIII. században, Ady Endre Társaság, Kolozsvár (1936)
- Jászai Mari: Mulier taceat Magyar Hírlap, 1905. május 20.
- Kazinczy Ferenc: Pályám emlékezete, Magvető, Budapest (1956)
- Kazinczy Ferenc – Szirmay Antal 1918: Az első magyar köztársasági forradalom. Budapest
- Krúdy Gyula: A magyar jakobinusok, Népszava Könyvkiadó, Budapest, (1948)
- Mályusz Elemér: Sándor Lipót főherceg nádor iratai 1790-1795, Magyar Történelmi Társulat, Budapest (1926)
- Pulszky Ferenc: A magyar jacobinusok Franklin Társulat, Budapest, (év nélkül)
- Szirmay Antal: A magyar jakobinusok története – Jegyzetekkel ellátta Kazinczy Ferenc, Aigner, Budapest, (1889)
- Vágvölgyi Tibor: A magyar jakobinusok köztársasági mozgalma, Kossuth, Budapest, (1968)
- Merényi-Metzger Gábor: A magyarországi jakobinus mozgalom vértanúinak halotti anyakönyvi bejegyzései. In: Fons, 2013. 1. sz. 111–119.